# Инес Милер
Инес Милер (  рођена Рајшенбах, Грима, 2. јануар 1959) била је источнонемачка, атлетичарка, специјалиста за бацање кугле. Њен највећи успех било је освајање бронзане медаље на 2. Светском првенству 1987. године у Риму.

## Значајнији резултати
| Год  | Такмичење              | Место    | Пласман | Резултат | Бел. |
| ---- | ---------------------- | -------- | ------- | -------- | ---- |
| 1980 | Олимпијске игре        | Москва   | 8.      | 19,66 м  |      |
| 1981 | Универзијада           | Букурешт |         | 19,66 м  |      |
| 1985 | Светске игре у дворани | Париз    |         | 19,68 м  |      |
| 1986 | Европско првенство     | Штутгарт |         | 20,76 м  |      |
| 1987 | Светско првенство      | Рим      |         | 20,76 м  |      |
| 1988 | Олимпијске игре        | Сеул     | 4.      | 19,79 м  |      |